# Östra Rammsjön
Östra Rammsjön är en sjö i Tingsryds kommun i Småland och ingår i Mieåns huvudavrinningsområde. Sjön är 8,5 meter djup, har en yta på 0,39 kvadratkilometer och befinner sig 125,1 meter över havet. Vid provfiske har bland annat abborre, braxen, gädda och karpfisk (obestämd) fångats i sjön.

## Delavrinningsområde
Östra Rammsjön ingår i det delavrinningsområde (625232-144087) som SMHI kallar för Utloppet av Mien. Medelhöjden är 108 meter över havet och ytan är 53,96 kvadratkilometer. Räknas de 7 avrinningsområdena uppströms in blir den ackumulerade arean 173,51 kvadratkilometer. Avrinningsområdets utflöde Mieån mynnar i havet. Avrinningsområdet består mestadels av skog (42 %) och öppen mark (11 %). Avrinningsområdet har 20,51 kvadratkilometer vattenytor vilket ger det en sjöprocent på 38 %.

## Fisk
Vid provfiske har följande fisk fångats i sjön:
- Abborre
- Braxen
- Gädda
- Karpfisk obestämd
- Mört
- Sarv